# Pedro Santos Figueira
Pedro Santos Figueira (* 1979 in Lissabon) ist ein portugiesischer Dirigent und Komponist. Seit 2008 lebt und wirkt er in Österreich.

## Leben und Wirken
Pedro Santos Figueira schloss 2003 das Studium der Komposition an der Escola Superior de Música de Lisboa mit Auszeichnung ab. Gleichzeitig studierte er Blockflöte an der Escola de Música do Conservatório Nacional de Lisboa. Sein Studium im Fach Orchesterdirigieren bei Lucas Vis am Conservatorium van Amsterdam beendete er 2008,  ebenfalls mit Auszeichnung. Während seiner Studienzeit organisierte und dirigierte er zahlreiche Orchester, Chöre und Ensembles, darunter in Amsterdam das CREA-Orkest und den Leidenhoven Klein Koor.
Seit 2008 lebt und arbeitet er in Österreich und leitete dort mehrere Chöre und Kirchenchöre. Derzeit ist er unter anderem Chorleiter der Chöre Voice, Rejoice! sowie Quodlibet Bisamberg. Zudem ist er Gründer, Dirigent und künstlerische Leiter des auf alte und moderne Musik spezialisierten Ensembles Spiritus Luminis. Zur stetigen Weiterentwicklung des Repertoires arbeitet Figueira mit Conrad Artmüller zusammen. 
2017 dirigierte Figueira das Mödlinger Symphonische Orchester (MSO) sowie das Vokalensemble Mödling und den Lutherchor NÖ zur Aufführung von Mendelssohns Oratorium Elias im Dom Wiener Neustadt.
Im September 2017 wurde das von Figueira komponierte Werk „Qui habitat in adjutorio Altissimi“ im Wiener Stephansdom vom Vokalensemble St. Stephan unter der Leitung von Domkapellmeister Markus Landerer uraufgeführt und von Radio Klassik Stephansdom live im Radio und Webradio übertragen.

## Kompositionen (Auswahl)
Werke für kammermusikalische Besetzung
- 2000: ...e imprevistamente... für 14 Instrumente
- 2000: ...e às vezes... für Blockflöte und Gitarre, Uraufführung 2001 in Sintra
- 2000: Luz nocturna, metáfora für 9 Instrumente, Uraufführung 2001 am Conservatório Nacional de Lisboa
- 2001: Quinteto de sopros für Bläserquintett, Uraufführung 2002 in Lissabon, durch das Quinteto de sopros da Escola Superior de Música de Lisboa
- 2001: Esbocos para um engano, Filmmusik
- 2002: 3 pequenas peças für Violoncello Solo
- 2003: Entre o céu e a terra für Kammerorchester
- 2012: In paradisum für Sopran Solo, 2 Klarinetten, Orgel und Streichorchester

Werke für Chor a cappella
- 1999: 3 Motetos e um coral para a Virgem Maria für Chor a cappella: Ave Maria II – Frauenchor, Uraufführung 2000 in Lissabon durch Oriana Ensemble
- 2000: Ego sum ressurrectionfür Frauenchor a cappella
- 2000: In manus tuas für Chor a cappella
- 2000: Ave Maria für Chor a cappella
- 2002: Agnus Dei für Chor a cappella, Uraufführung 2002 in Costa da Caparica durch ein Vokalquartett
- 2004: 3 Motetos para a Humanidade für Chor a cappella
- 2005: Amen für Chor a cappella, Uraufführung 2005 in Amsterdam durch Spiritus Luminis
- 2006: Kyrie für Chor a cappella
- 2008: O quam suavis für Chor a cappella
- 2012: Gott ist die Liebe für Chor a cappella
- 2015: O nata Lux für Sopran Solo, Chor a cappella
- 2016: Halleluja für Chor a cappella, Uraufführung 2016 in der Hinterbrühl durch den Chor Voice, Rejoice!
- 2017: Qui habitat in adjutori altissimi für Chor a cappella, Uraufführung 2017 im Wiener Stephansdom durch das Vokalensemble St. Stephan unter der Leitung von Domkapellmeister Landerer
- 2020: Pater noster für Chor a cappella, Kompositionsauftrag des Landes Niederösterreich

Werke für Chor und Ensemble
- 2002: Exaudi für Solisten, Chor und Orchester
- 2011: O sol salutis intimis für Mezzosopran Solo, Chor, Orgel und Streichorchester
- 2012: Missa stella splendens für Mezzosopran Solo, Orgel, Streicher, Chor, Uraufführung 2012 in Höflein durch den Chor Cantus Carnuntum
- 2014: Stephansdom Messe für Solisten, Chor, Orgel und Orchester
- 2015: Missa nova für Flöte, Orgel, Chor, Uraufführung 2015 in Neudörfl durch den Chor Cantate Nova
- 2018: Missa brevis für Chor, Solisten, Orgel und Kammerorchester, Kompositionsauftrag des Landes Niederösterreich